# Chaunanthus
Chaunanthus es un género de plantas con flores perteneciente a la familia Brassicaceae. Comprende 4 especies descritas y  aceptadas.

## Descripción
Son hierbas perennes, a veces subarbustos o arbustos que alcanza los 3 m de altura con tricomas simples. Tallos erectos a ascendentes, a menudo leñosos en la base. Hojas basales no desarrolladas; las caulinarias pecioladas, no auriculadas en la base, enteras, dentadas o denticuladas. Las inflorescencias en racimos con muchas flores, terminales o laterales en el ápice del tallo, ebracteada o raramente las flores más bajas bracteadas, corimbosa, alargada en la fruta; raquis recto. Pétalos de color blanco a amarillo pálido, erguido en la base. Las frutas son silicuas dehiscentes, lineales a lineal-lanceoladas, cilíndricas o latiseptas, no está inflada, ni segmentada; válvas como de papel, con un nervio central distinto,  sin quilla, suave, sin alas. Semillas uniseriadas, sin alas, oblongo, regordeta; semilla de pelo no mucilaginoso con la humedad.

## Taxonomía
El género fue descrito por Otto Eugen Schulz  y publicado en Das Pflanzenreich IV. 105(Heft 86): 159. 1924.
Etimología
Caulanthus: nombre genérico que deriva del griego antiguo chaunos = "laxo" y anthos =  "flor", en referencia a la inflorescencia con racimos laxos

## Especies
A continuación se brinda un listado de las especies del género Chaunanthus aceptadas hasta julio de 2012, ordenadas alfabéticamente. Para cada una se indica el nombre binomial seguido del autor, abreviado según las convenciones y usos.
- Chaunanthus acuminatus (Rollins) R.A.Price & Al-Shehbaz
- Chaunanthus gracielae M.Martínez & L.Hern.
- Chaunanthus mexicanus (Rollins) R.A.Price & Al-Shehbaz
- Chaunanthus petiolatus (Hemsl.) O.E.Schulz